# Kaplica grobowa Raczyńskich w Dębicy
Kaplica grobowa Raczyńskich – zabytkowa kaplica na cmentarzu parafialnym w Dębicy. Wzniesiona w 1880 r. w stylu neogotyckim. W kaplicy pochowani są: Anna Elżbieta z Radziwiłłów Raczyńska, syn Karol Edward Raczyński oraz synowa Karolina Wilhelmina Oettingen-Wallerstein.

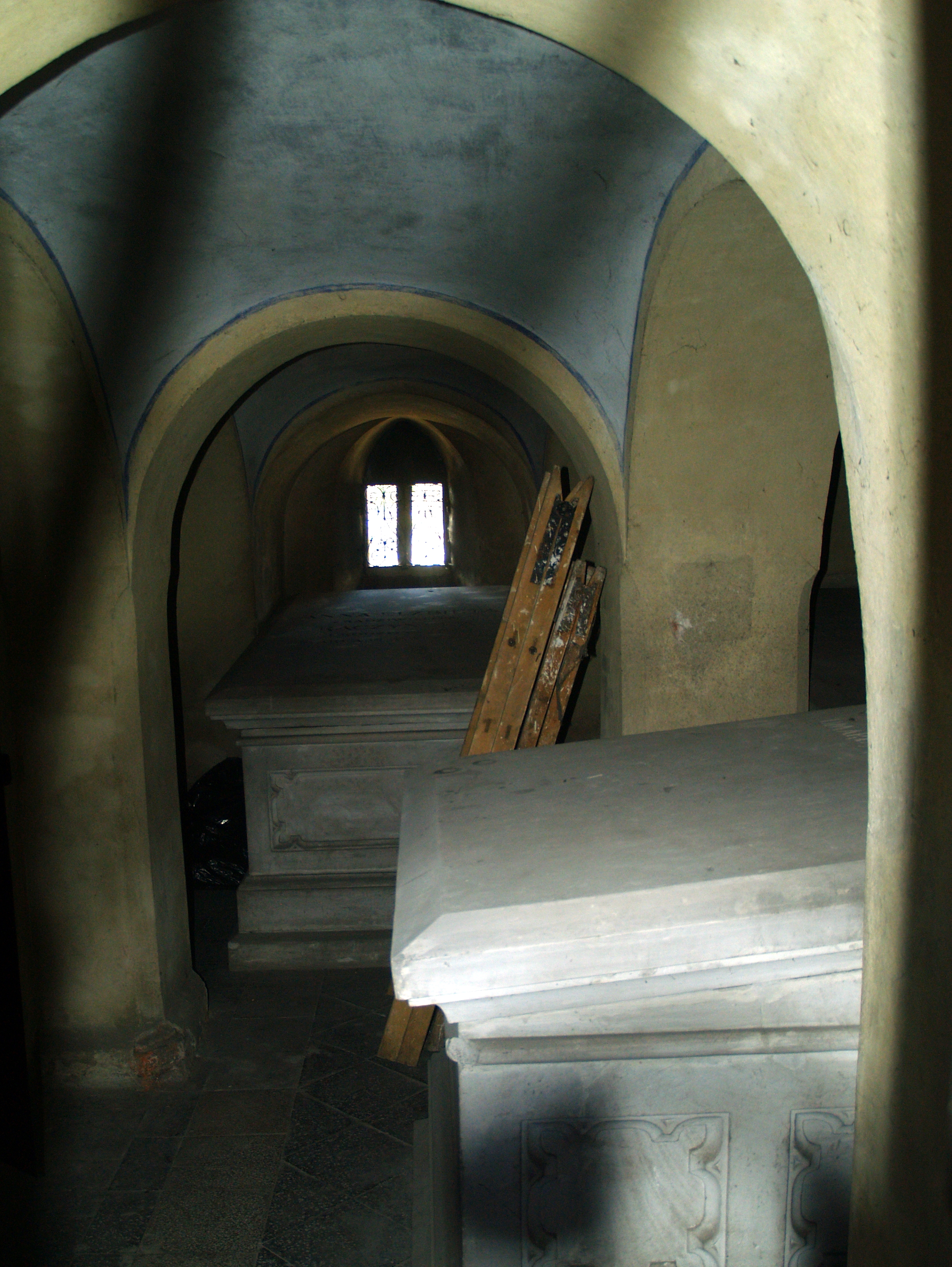
Krypta grobowa